# Europaparlamentsvalet i Polen 2014
Europaparlamentsvalet i Polen 2014 ägde rum söndagen den 25 maj 2014. Över 30 miljoner personer var röstberättigade i valet om de 51 mandat som Polen hade tilldelats innan valet. Valdeltagandet låg på 23,83 procent, vilket var något lägre än i valet 2009
Inför valet hade ett nytt mitten-vänsterparti, Europa Plus, bildats med syfte att driva en pro-europeisk kampanj. I de nationella opinionsundersökningarna ledde det socialkonservativa och euroskeptiska partiet Lag och rättvisa över det mer Europavänliga regeringspartiet Medborgarplattformen. Situationen i Ukraina efter Rysslands annektering av Krimhalvön samt säkerhets- och energipolitik dominerade valrörelsen i Polen och bidrog till att Medborgarplattformen kunde knappa in på Lag och rättvisa under valrörelsens slutskede.
De två största partierna i valet blev Medborgarplattformen som enligt det slutliga valresultatet fick 19 mandat och Lag och rättvisa som också fick 19 mandat. Demokratiska vänsterförbundet (SLD) fick 5 mandat. Nya högerns kongressparti (KNP) och Polska folkpartiet (PSL) fick 4 mandat var.

## Opinionsmätningar
| Datum      | Opinionsmätning            | PO          | PSL       | SLD         | Europa+   | PiS         | PR        | Mandat |
| ---------- | -------------------------- | ----------- | --------- | ----------- | --------- | ----------- | --------- | ------ |
| 2014-03-02 | TNS Polska                 | 15 (26 %)   | 3 (6,4 %) | 9 (17 %)    | 5 (9,1 %) | 19 (32,5 %) | 0 (3 %)   | 51     |
| 2014-02-20 | TNS Polska                 | 15 (19 %)   | 4 (6 %)   | 7 (9 %)     | 3 (5 %)   | 22 (29 %)   | 0         | 51     |
| 2014-01-21 | PIBiA                      | 17          | 3         | 8           | 3         | 20          | 0         | 51     |
| 2013-12-23 | EWYBORY.EU                 | 13 (23,1 %) | 3 (6,5 %) | 10 (17,5 %) | 4 (7,1 %) | 19 (31,8 %) | 2 (5 %)   | 51     |
| 2009-06-07 | Europaparlamentsvalet 2009 | 25 (44,4 %) | 3 (7,0 %) | 7 (12,3 %)  | 0 (0,0 %) | 15 (27,4 %) | 0 (0,0 %) | 50     |

## Valresultat
De två största partierna i valet blev Medborgarplattformen som enligt det slutliga valresultatet fick 19 mandat och Lag och rättvisa som också fick 19 mandat. Demokratiska vänsterförbundet (SLD) blev tredje största parti och fick 5 mandat. Nya högerns kongressparti (KNP) och Polska folkpartiet (PSL) fick 4 mandat var. Övriga deltagande partier föll under spärren med mindre än 5 procent av rösterna.